# 사랑은 아무도 못말려
《사랑은 아무도 못말려》는 2006년 2월 27일부터 2006년 8월 25일까지 매주 월~금 밤 20시 20분에 방영되었던 MBC 일일 연속극이다. 이 드라마는 방영 내내 KBS 1TV 일일극 별난여자 별난남자(이하 '별녀별남') 때문에 시청률 면에서 고전했다.
<별녀별남> 종영 후 시청률이 2배 가까이 상승했으나 <별녀별남>의 후속작인 열아홉 순정에도 줄곧 시청률 면에서 뒤쳐지는 수모를 당하기도 했다. 하지만, 아무런 화제도 남기지 못하고 조기종영된 전작 맨발의 청춘과는 달리 본작은 이영아를 스타덤에 올려놨으며, 가수에서 연기자로 변신을 시도한 홍경민의 가능성을 입증한 바 있었다.

## 등장인물

### 태경이네
- 홍경민 : 김태경 역
- 이영아 : 서은민 역
- 백일섭 : 김철환 - 태경 부 역
- 정혜선 : 장순자 - 태경 모 역
- 윤해영 : 김태희 - 태경 누나 역
- 이두일 : 김태수 - 태경의 형 역
- 김지영 : 강희정 - 태수의 아내 역
- 조윤희 : 강희수 - 희정의 여동생 역

### 은주&은민이네
- 박원숙 : 장연숙 - 은민의 친정어머니 역
- 선우용녀 : 장인숙 - 은민의 이모 역
- 최정윤 : 서은주 역

### 그 외 인물
- 최규환 : 황영민 역
- 이현우 : 만화가 윤기훈 역
- 이은 : 은민의 단짝 친구 영심 역
- 김해곤 : 인부 역
- 박상오 : 태경의 친구 역
- 김용희
- 서정주 : 이은지 역

## 이모저모
- 서은민 역은 당초 이청아 문근영 등이 물망에 올랐다[1].
- 서은주 역의 최정윤은 99년 KBS 1TV 사람의 집 이후[2] 7년 만에 일일극 출연을 했는데, 사실 이 작품 이후 2004년 KBS 1TV 금쪽같은 내새끼의 송지혜 역으로 낙점됐지만 영화 분신사바 촬영 스케줄과 겹쳐 고사한 바 있었다.
- 2006년 6월 15일과 같은달 17~18일 방영분에서 드라마 협찬주의 상호와 로고를 반복적으로 집중 근접촬영, 방송하여 방송위원회로부터 '방송편성책임자 또는 해당 방송프로그램의 관계자에 대한 징계' 조치를 받았다.[3]